# 加法定理
数学、物理学等において、特殊関数の加法定理（かほうていり、英: addition theorem）、加法法則（かほうほうそく、英: addition law/rule）あるいは加法公式（かほうこうしき、英: addition formula）とは、ある関数や対応・写像について、2 つ以上の変数の和として記される変数における値を、それぞれの変数における値によって書き表したもの。

## 概要
変数が 2 つの場合には関数 f の加法定理は形式的に 2 変数の関数 G を用いて f (x + y) = G(f (x), f (y)) の形に書き表される。このときの G がどのような関数としてとれるかという基準で加法定理を分類することも考えられる。
たとえば a という定数によって a 倍する写像 ma: x ↦ ax を考えるとき、a(x + y) = ax + ay となるという性質は分配法則と呼ばれるが、これはベクトル空間や環（あるいは環上の加群）などで成立する加法定理の一種である。もう少し一般に関数 f が f (x + y) = f (x) + f (y) の形の加法定理を満足するとき、関数 f は加法的であるまたは加法性を持つという。これは関数 f が加法群の間の準同型となることを意味している。また、指数法則の一つである指数関数の加法定理 exp(x + y) = exp(x)exp(y) などは加法が乗法に写るような加法定理である。

## 例
多様な加法定理が世の中には存在するが、代表的なものを以下に掲げる。
三角関数の加法定理
球面調和函数の加法定理
ベッセル関数の加法定理
楕円関数の加法定理θ 関数やワイエルシュトラスの {\displaystyle \wp } 関数などの加法定理。
楕円積分の加法定理
楕円曲線の加法公式
ヤコビ多様体の加法公式
数え上げおよび確率の加法定理（和の法則）集合が互いに素（事象が排反）ならば和を分配できる。一般に交わりを持つ場合には包除原理による。
速度の加法定理（ガリレイ変換、ローレンツ変換）